# Dobeles novads
Dobeles novads is een gemeente in Semgallen in het zuiden van Letland. Hoofdplaats is Dobele.
De huidige gemeente ontstond op 1 juli 2021, toen de bestaande gemeente werd uitgebreid met de gemeenten Auces novads en Tērvetes novads. Sindsdien komt het grondgebied van de gemeente overeen met dat van het district Dobele, dat van 1950 tot 2009 had bestaan.
De eerdere gemeente Dobeles novads was in 2009 voortgekomen uit een herindeling, waarbij de stad Dobele en de landelijke gemeenten Annenieki, Auri, Bērze, Biksti, Dobele, Jaunbērze, Krimūna, Naudīte, Penkule, Zebrene werden samengevoegd.

Nationale steden (valstspilsētas):

Daugavpils  · Jelgava · Jūrmala · Liepāja · Rēzekne · Riga · Ventspils

Gemeenten (novadi):

Ādažu novads
· Aizkraukles novads
· Alūksnes novads
· Augšdaugavas novads
· Balvu novads
· Bauskas novads
· Cēsu novads
· Dienvidkurzemes novads
· Dobeles novads
· Gulbenes novads
· Jelgavas novads
· Jēkabpils novads
· Krāslavas novads
· Kuldīgas novads
· Ķekavas novads
· Limbažu novads
· Līvānu novads
· Ludzas novads
· Madonas novads
· Mārupes novads
· Ogres novads 
· Olaines novads
· Preiļu novads
· Rēzeknes novads 
· Ropažu novads
· Salaspils novads
· Saldus novads
· Saulkrastu novads
· Siguldas novads
· Smiltenes novads
· Talsu novads
· Tukuma novads
· Valkas novads
· Valmieras novads
· Varakļānu novads
· Ventspils novads 